# Papuagrion digitiferum
Papuagrion digitiferum – gatunek ważki z rodziny łątkowatych (Coenagrionidae).